# Liste der Könige von Tibet
Die traditionelle Liste der ältesten tibetischen Könige umfasst 42 Namen. Davon gelten die ersten 26 als mythisch, da ihre Existenz nicht hinreichend glaubwürdig bezeugt ist. Die Könige 27–32 werden von der Forschung heute als historische Persönlichkeiten betrachtet. Vom 33. König an sind die Herrscher aus einer Vielzahl von tibetischen und nichttibetischen Quellen gut bekannt.
Erst unter den Königen 31–33 entstand ein einheitlich regierter tibetischer Staat; die früheren Herrscher, die als Yarlung-Dynastie bezeichnet werden, hatten nur die Region des Yarlung-Tals in Südtibet unter ihrer Kontrolle.
| Nr. | Wylie-Transliteration                                | Regierungszeit      | Tibetisch                           | THDL-Transkription           | offizielle Transkription der VRCh   | andere Schreibweisen                                                         | Pinyin                   | Chinesisch         |
| --- | ---------------------------------------------------- | ------------------- | ----------------------------------- | ---------------------------- | ----------------------------------- | ---------------------------------------------------------------------------- | ------------------------ | ------------------ |
| 1   | gnya khri btsan po                                   | ca. 400–300 v. Chr. | གཉ་ཁྲི་བཙན་པོ                          | Nyatri Tsenpo                | Nyachi Zainbo                       | Nathri Tsanpo                                                                | Nièchì Zànbù             | 聶赤贊布           |
| 2   | mu khri btsan po                                     |                     | མུ་ཁྲི་བཙན་པོ                           | Mutri Tsenpo                 | Muchi Zainbo                        | Muthri Tsanpo                                                                | Mùchì Zànbù              | 穆赤贊布           |
| 3   | ding khri btsan po                                   |                     | དིང་ཁྲི་བཙན་པོ                          | Dingtri Tsenpo               | Tingchi Zainbo                      | Dingthri Tsanpo                                                              | Dīngchì Zànbù            | 丁赤贊布           |
| 4   | so khri btsan po                                     |                     | སོ་ཁྲི་བཙན་པོ                           | Sotri Tsenpo                 | Sochi Zainbo                        | Sothri Tsanpo                                                                | Suǒchì Zànbù             | 索赤贊布           |
| 5   | mer khri btsan po                                    |                     | མེར་ཁྲི་བཙན་པོ                          | Mertri Tsenpo                | Mêrchi Zainbo                       | Merthri Tsenpo, Metri Tsanpo                                                 | Měichì Zànbù             | 美赤贊布           |
| 6   | gdags khri btsan po                                  |                     | གདགས་ཁྲི་བཙན་པོ                        | Daktri Tsenpo                | Dagchi Zainbo                       | Dagthri Tsanpo                                                               | Dáchì Zànbù              | 達赤贊布           |
| 7   | srib khri btsan po                                   |                     | སྲིབ་ཁྲི་བཙན་པོ                          | Siptri Tsenpo                | Sibchi Zainbo                       | Sibthri Tsanpo                                                               | Shīchì Zànbù             | 師赤贊布           |
| 8   | gri gum btsan po                                     | ca. 200 v. Chr.     | གྲི་གུམ་བཙན་པོ                          | Drigum Tsenpo                | Chigum Zainbo                       | Drigum Tsenpo, Drigum Tsanpo                                                 | Zhìgòng Zànbù            | 志共贊布           |
| 9   | pu de gung rgyal / bya khri btsan po                 |                     | པུ་དེ་གུང་རྒྱལ།་བྱ་ཁྲི་བཙན་པོ                | Pude Gunggyel / Jatri Tsenpo | Budê Kunggyai / Qachi Zainbo        | Pude Gungyal / Chatri Tsanpo, Chathri Tsenpo                                 | Bùdé Gòngjié             | 布德共杰           |
| 10  | e sho legs                                           |                     | ཨེ་ཤོ་ལེགས                             | Esholek                      | Êxolêg                              | Esho Leg                                                                     | Àixuělè                  | 艾雪勒             |
| 11  | de sho legs                                          |                     | དེ་ཤོ་ལེགས                             | Desholek                     | Dêxolêg                             | Desho Leg                                                                    | Déxuělè                  | 德雪勒             |
| 12  | thi sho legs                                         |                     | ཐི་ཤོ་ལེགས                             | Tisholek                     | Tixolêg                             | Thisho Leg                                                                   | Tíxuělè                  | 提雪勒             |
| 13  | gung ru legs                                         |                     | གུང་རུ་ལེགས                            | Gungrulek                    | Kungrulêg                           | Gungru Leg                                                                   | Gǔrúlè                   | 古茹勒             |
| 14  | ’brong zhi legs                                      |                     | འབྲོང་ཞི་ལེགས                           | Drongzhilek                  | Zhongxilêg                          | Drongshi Leg, Drongsherlek                                                   | Zhòngxièlè               | 仲謝勒             |
| 15  | i sho legs                                           |                     | ཨི་ཤོ་ལེགས                             | Isholek                      | Ixolêg                              | Isho Leg                                                                     | Yīxuělè                  | 伊雪勒             |
| 16  | za nam zin lde                                       |                     | ཟ་ནམ་ཟིན་ལྡེ                           | Zanam Zinde                  | Sanam Sindê                         | Sanam Sinde                                                                  | Sànán Sēndé              | 薩南森德           |
| 17  | lde ’phrul nam gzhung                                |                     | ལྡེ་འཕྲུལ་ནམ་གཞུང                        | Detrül Namzhung              | Dêchü Namxung                       | Detrul Namshung                                                              | Déchǔ Nánxióng           | 德楚南雄           |
| 18  | se snol gnam lde                                     |                     | སེ་སྣོལ་གནམ་ལྡེ                          | Senöl Namdé                  | Sênoi Namdê                         | Se Nölnam De, Senol Namde                                                    | Sènuò Nándé              | 色諾南德           |
| 19  | se snol po lde                                       |                     | སེ་སྣོལ་པོ་ལྡེ                            | Senöl Podé                   | Sênoi Bodê                          | Se Nölpo De, Senol Pode                                                      | Sènuò Bùdé               | 色諾布德           |
| 20  | lde snol nam                                         |                     | ལྡེ་སྣོལ་ནམ                             | Denölnam                     | Dênoinam                            | De Nölnam, Denolnam                                                          | Dénuònán                 | 德諾南             |
| 21  | lde snol po                                          |                     | ལྡེ་སྣོལ་པོ                              | Denölpo                      | Dênoibo                             | De Nölpo, Denolpo                                                            | Dénuòbù                  | 德諾布             |
| 22  | lde rgyal po                                         |                     | ལྡེ་རྒྱལ་པོ                              | Degyelpo                     | Dêgyaibo                            | De Gyelpo, Degyalpo                                                          | Déjiébù                  | 德結布             |
| 23  | lde sprin btsan                                      |                     | ལྡེ་སྤྲིན་བཙན                            | Detrintsen                   | Dêzhinzain                          | De Trintsen, Detintsan                                                       | Dézhēnzàng               | 德珍藏             |
| 24  | to ri lung btsan                                     |                     | ཏོ་རི་ལུང་བཙན                          | Tori Lungtsen                | Dori Lungzain                       | Tori Lungtsen                                                                | Jié Duōrì Lóngzàn        | 結多日隆贊         |
| 25  | khri btsan nam                                       |                     | ཁྲི་བཙན་ནམ                            | Tritsennam                   | Chizainnam                          | Thri Tsennam, Tritsanam                                                      | Chìzànnán                | 赤贊南             |
| 26  | khri sgra dpung btsan                                |                     | ཁྲི་སྒྲ་དཔུང་བཙན                         | Tridra Pungtsen              | Chizha Bungzain                     | Thri Drapung Tsen, Trida Pungtsan                                            | Chìzhā Bāngzàn           | 赤扎邦贊           |
| 27  | thog rje thog btsan                                  |                     | ཐོག་རྗེ་ཐོག་བཙན                         | Tokjé Togtsen                | Togjê Togzain                       | Thogje Thogtsen, Thogje Thoktsan                                             | Chìtuōjízàn              | 赤脫吉贊           |
| 28  | tho tho ri gnyan btsan                               | ca. 300 n. Chr.     | ཐོ་ཐོ་རི་གཉན་བཙན                       | Totori Nyentsen              | Totori Nyainzain                    | Thothori Nyentsen, Tho-Tho-ri Nyantsan / Thori Nyantshal                     | Chìtuōtuōrìníngxiè       | 赤脫脫日寧謝       |
| 29  | khri gnyan gzungs btsan                              |                     | ཁྲི་གཉན་གཟུངས་བཙན                      | Trinyen Zungtsen             | Chinyain Sungzain                   | Thrinyen Sungtsan                                                            | Chìníng Sōngzàn          | 赤寧松贊           |
| 30  | ’brong gnyan lde ru                                  |                     | འབྲོང་གཉན་ལྡེ་རུ                         | Drongnyen Deru               | Zhongnyain Dêru                     | Drongnyan Deru                                                               | Thòngníng Déwū           | 仲寧德烏           |
| 31  | stag ri gnyan gzigs / dmus long dkon pa bkra gshis   |                     | སྟག་རི་གཉན་གཟིགས་།་དམུས་ལོང་དཀོན་པ་བཀྲ་གཤིས | Takri Nyenzig                | Dagri Nyainsig / Mülong Gonba Zhaxi | Takri Nyansik, Tagri Nyensig / Müslong Könpa Trashi                          | Dárì Níngsè              | 達日寧色           |
| 32  | gnam ri srong btsan                                  | ca. 601–617         | གནམ་རི་སྲོང་བཙན                        | Namri Songtsen               | Namri Songzain                      | Namri Songtsan                                                               | Nánrì Sōngzàn            | 南日松贊           |
| 33  | srong btsan sgam po                                  | 618–641 und 646–649 | སྲོང་བཙན་སྒམ་པོ                         | Songtsen Gampo               | Songzain Gambo                      | Songtsan Gampo, Songtsän Gampo                                               | Sōngzàn Gànbù            | 松贊幹布           |
| 34  | gung ri gung btsan                                   | 650–655             | གུང་རི་གུང་བཙན                         | Gungri Gungtsen              | Kungri Kungzain                     | Gungri Gungtsan                                                              | Gòngrì Gòngzàn           | 共日共贊           |
| 35  | mang srong mang btsan                                | 649–676             | མང་སྲོང་མང་བཙན                        | Mansong Mangtsen             | Mangsong Mangzain                   | Mangsong Mantsan                                                             | Mángsōng Mángzàn         | 芒松芒贊           |
| 36  | ’dus srong mang po rje                               | 676–704             | འདུས་སྲོང་མང་པོ་རྗེ                       | Düsong Mangpojé              | Düsong Mangbojê                     | Düsong Mangpo Je, Dusong Mangpoje                                            | Dùsōng Mángbōjié         | 杜松芒波杰         |
| 37  | khri lde gtsug brtan / mes ag tshom                  | 712–755             | ཁྲི་ལྡེ་གཙུག་བརྟན་།་མེས་ཨག་ཚོམ              | Tridé Tsugten / Mé Aktsom    | Chidê Zugdain / Mê Agcom            | Thride Tsugten / Me Agtshom, Tride Tsugtan / Me Agtsom                       | Chìdé Zǔzàn              | 赤德祖贊           |
| 38  | khri srong lde btsan                                 | 756–796             | ཁྲི་སྲོང་ལྡེ་བཙན                          | Trisong Detsen               | Chisong Dêzain                      | Thrisong Detsen, Trisong Detsan, Thrisong Detsän                             | Chìsōng Dézàn            | 赤松德贊           |
| 39  | mu ne btsan po                                       | 796–799             | མུ་ནེ་བཙན་པོ                           | Muné Tsenpo                  | Munê Zainbo                         | Mune Tsanpo                                                                  | Mùnài Zànpǔ              | 木奈贊普           |
| 40  | sad na legs / mu tig btsan po / khri lde sron brtsan | 799–815             | སད་ན་ལེགས་།་མུ་ཏིག་བཙན་པོ་།་ཁྲི་ལྡེ་སྲོན་བརྩན  | Satnalek                     | Sadnalêg / Mudig Zainbo             | Sena Leg / Mutig Tsenpo / Thride Songtsen, Sadnalek                          | Chìdé Sōngzàn            | 赤德松贊           |
| 41  | khri ral pa can / khri gtsug lde btsan               | 815–836             | ཁྲི་རལ་པ་ཅན་།་ཁྲི་གཙུག་ལྡེ་བཙན             | Tri Relpachen                | Chi Raibajain                       | Thri Relpacen / Thritsug Detsen, Tri Ralpachen / Tritsuk Detsan, Ralpatschän | Móurú Zànpǔ, Chìzǔ Dézàn | 牟如贊普、赤祖德贊 |
| 42  | glang dar ma / u dum btsan po                        | 841–846             | གླང་དར་མ་།་འུ་དུམ་བཙན་པོ                | Lang Darma / Udum Tsenpo     | Lang Tarma                          | Lang Darma / Wudum Tsanpo, Langdarma                                         | Lǎng Dámǎ                | 朗達瑪             |